# Welterbe in der Slowakei
Zum Welterbe in der Slowakei gehören (Stand 2021) acht UNESCO-Welterbestätten, darunter sechs Stätten des Weltkulturerbes und zwei Stätten des Weltnaturerbes. Die Slowakei hat die Welterbekonvention 1993 ratifiziert,  in demselben Jahr wurden die ersten drei Welterbestätten in die Welterbeliste aufgenommen. Die bislang letzte Welterbestätte wurde 2021 eingetragen.

## Welterbestätten
Die folgende Tabelle listet die UNESCO-Welterbestätten in der Slowakei in chronologischer Reihenfolge nach dem Jahr ihrer Aufnahme in die Welterbeliste (K – Kulturerbe, N – Naturerbe, K/N – gemischt, (G) – auf der Liste des gefährdeten Welterbes).
| Bild                                                                                 | Bezeichnung                                                                               | Jahr                 | Typ | Ref. | Beschreibung |
| ------------------------------------------------------------------------------------ | ----------------------------------------------------------------------------------------- | -------------------- | --- | ---- | --- |
| (weitere Bilder)                                                                     | Bergbaustadt Banská Štiavnica (Schemnitz) und technische Denkmäler in der Umgebung (Lage) | 1993                 | K   | 618  | Dazu gehört auch der über der Stadt liegende Kalvarienberg. |
| Levoča (Leutschau), Spišský Hrad (Zipser Burg) und damit assoziierte Kulturmonumente | Levoča (Leutschau), Spišský Hrad (Zipser Burg) und damit assoziierte Kulturmonumente      | 1993, erweitert 2009 | K   | 620  | 2009 wurde die Zipser Burg (Lage) mit Spišské Podhradie (dt. Kirchdrauf), Spišská Kapitula (dt. Zipser Kapitel) und der Heilig-Geist-Kirche in Žehra (dt. Schigra) um die Altstadt von Levoča(Lage) und das Werk von Meister Paul erweitert. |
| (weitere Bilder)                                                                     | Vlkolínec (Lage)                                                                          | 1993                 | K   | 622  | |
| (weitere Bilder)                                                                     | Höhlen im Aggteleker und Slowakischen Karst (Lage)                                        | 1995, erweitert 2000 | N   | 725  | Gombasecká jaskyňa (dt. Gombaseker Höhle), Jasovská jaskyňa (dt. Jossauer Höhle), Domica (dt. Domica-Höhle), Ochtinská aragonitová jaskyňa (dt. Ochtinaer Aragonithöhle), Krásnohorská jaskyňa und Dobšinská ľadová jaskyňa (dt. Dobschauer Eishöhle). Die Höhlen des slowakischen Karstes bilden zusammen mit den Höhlen des Aggteleker Karstes in Ungarn ein länderübergreifendes Welterbe. |
| (weitere Bilder)                                                                     | Städtisches Denkmalreservat Bardejov (Lage)                                               | 2000                 | K   | 973  | |
| (weitere Bilder)                                                                     | Alte Buchenwälder und Buchenurwälder der Karpaten und anderer Regionen Europas            | 2007, erweitert 2021 | N   | 1133 | Transnationales Welterbe mit 17 weiteren Ländern in Europa. Aus der Slowakei gehören dazu ein Buchenwald im Vihorlatgebirge (Lage) sowie 4 Schutzgebiete im Nationalpark Poloniny (Lage). 2021 wurden die Schutzgebiete von 2007 neu zugeschnitten: Stužica – Bukovské vrchy, Udava, Havešová, Rožok, Vihorlatský prales                                                                      |
| (weitere Bilder)                                                                     | Holzkirchen im slowakischen Teil der Karpaten                                             | 2008                 | K   | 1273 | Acht Kirchen in Bodružal (Lage), Hervartov (Lage), Hronsek (Lage), Kežmarok (Lage), Ladomirová (Lage), Leštiny (Lage), Ruská Bystrá (Lage) und Tvrdošín (Lage). |
| Grenzen des Römischen Reichs – Donaulimes (westliches Segment)                       | Grenzen des Römischen Reichs – Donaulimes (westliches Segment) (Lage)                     | 2021                 | K   | 1608 | Der Donaulimes, ein Befestigungsnetz entlang der Donau, schützte die Grenzen des Römischen Reiches. Die Seite wird mit Deutschland und Österreich geteilt. In der Slowakei sind sechs Standorte an zwei Ortschaften der Militärlager Celemantia und Gerulata (im Bild dessen Ruinen) aufgeführt.                                                                                              |

## Tentativliste
In der Tentativliste sind die Stätten eingetragen, die für eine Nominierung zur Aufnahme in die Welterbeliste vorgesehen sind.

### Aktuelle Welterbekandidaten
Mit Stand 2021 sind zwölf Stätten in der Tentativliste der Slowakei eingetragen, die letzte Eintragung erfolgte 2007.
Die folgende Tabelle listet die Stätten in chronologischer Reihenfolge nach dem Jahr ihrer Aufnahme in die Tentativliste.
| Bild                                                                       | Bezeichnung                                                                | Jahr | Typ | Ref. | Beschreibung |
| -------------------------------------------------------------------------- | -------------------------------------------------------------------------- | ---- | --- | ---- | --- |
| Kirchen in den Regionen Gemer und Abov mit mittelalterlichen Wandmalereien | Kirchen in den Regionen Gemer und Abov mit mittelalterlichen Wandmalereien | 1995 | K   | 580  | 10 Beispiele in den Okresy: Rožňava, Rimavská Sobota, Revúca und Brezno                                                                                                  |
| (weitere Bilder)                                                           | Tokaj-Weinbaugebiet (Lage)                                                 | 2002 | K   | 1684 | geplante Ergänzung der ungarischen Welterbestätte (Ref. 1063) um die Tokajská vinohradnícka oblasť, den in der Slowakei liegenden Teil des Anbaugebiets für den Tokajer. |
| Ursprüngliche Wiesen – Weideflächen der Slowakei                           | Ursprüngliche Wiesen – Weideflächen der Slowakei                           | 2002 | K   | 1685 | |
| Chatam-Sofer-Gedenkstätte                                                  | Chatam-Sofer-Gedenkstätte                                                  | 2002 | K   | 1731 | Begräbnis- und Gedenkstätte an den Rabbiner Moses Sofer (1762–1839) auf dem ehemaligen jüdischen Friedhof von Bratislava                                                 |
| (weitere Bilder)                                                           | Befestigungssystem am Zusammenfluss von Donau und Váh in Komárno (Lage)    | 2002 | K   | 1733 | Festungen in Komárno im Winkel zwischen Donau und Waag, umfasst die Alte Festung, die Neue Festung, die Palatin-Line und die Waag-Linie                                  |
| (weitere Bilder)                                                           | Konzeption des linsenförmigen historischen Stadtkerns von Košice (Lage)    | 2002 | K   | 1734 | 1994 wurde die Nominierung der Kathedrale von Kosice abgelehnt. |
| Naturreservate der Tatra                                                   | Naturreservate der Tatra                                                   | 2002 | N   | 1737 | Naturschutzgebiete im Tatra-Gebirge |
| Karsttäler der Slowakei                                                    | Karsttäler der Slowakei                                                    | 2002 | N   | 1738 | Auswahl verschiedener Typen von Karsttälern Überarbeitung und Erweiterung der Vorschläge von 1995: „Nationalpark SlowakischesParadies“ und „Durchbruch des Dunajec“      |
| Natur- und Kulturlandschaft der Donau                                      | Natur- und Kulturlandschaft der Donau                                      | 2002 | K/N | 1739 | |
| Pilzflora der Bukovec-Berge                                                | Pilzflora der Bukovec-Berge                                                | 2002 | N   | 1740 | Biotope im Bereich der Bukovské vrchy mit dem Schwerpunkt Artenvielfalt bei makroskopischen Pilzen.                                                                      |
| (weitere Bilder)                                                           | Geysir von Herľany                                                         | 2002 | N   | 1741 | Kaltwassergeysir in der Gemeinde Herľany in der Ostslowakei am Fuße des Slanské-vrchy-Gebirges,                                                                          |
| (weitere Bilder)                                                           | Stätten Großmährens (Lage)                                                 | 2007 | K   | 5093 | transnationaler Vorschlag von Stätten des Mährerreichs gemeinsam mit Tschechien (Ref. 1559), umfasst in der Slowakei die St.-Margareta-Kirche in Kopčany                 |

### Ehemalige Welterbekandidaten
Diese Stätten standen früher auf der Tentativliste, wurden jedoch wieder zurückgezogen oder von der UNESCO abgelehnt. Stätten, die in anderen Einträgen auf der Tentativliste enthalten oder Bestandteile von Welterbestätten sind, werden hier nicht berücksichtigt.
| Bild                                                                                         | Bezeichnung                                                                                  | Jahr      | Typ | Ref. | Beschreibung |
| -------------------------------------------------------------------------------------------- | -------------------------------------------------------------------------------------------- | --------- | --- | ---- | --- |
| Burg Devín                                                                                   | Burg Devín (Lage)                                                                            | 1995–2002 | K   |      | |
| Oberstadt und Burg Nitra                                                                     | Oberstadt und Burg Nitra (Lage)                                                              | 1995–2002 | K   |      | umfasst die Burg Nitra und die unmittelbar südlich von dieser gelegene Oberstadt von Nitra. |
| Artikuläre Holzkirche und Altstadt von Kežmarok                                              | Artikuläre Holzkirche und Altstadt von Kežmarok (Lage)                                       | 1995–2002 | K   |      | Nur die Evangelische Holzkirche von Kežmarok wurde in die serielle Welterbestätte Holzkirchen im slowakischen Teil der Karpaten (Ref. 1273) aufgenommen, die Altstadt von Kežmarok dagegen nicht. |
| Nationalpark Kleine Fatra                                                                    | Nationalpark Kleine Fatra (Lage)                                                             | 1995–2002 | N   |      | |
| Nationalpark Slovenský raj                                                                   | Nationalpark Slovenský raj (Lage)                                                            | 1995–2002 | N   |      | |
| Waldeisenbahn Kysuce–Orava                                                                   | Waldeisenbahn Kysuce–Orava (Lage)                                                            | 1996–1999 | K   |      | 1999 von der UNESCO abgelehnt |
| Buchenurwälder und Alte Buchenwälder der Karpaten und anderer Regionen Europas (Erweiterung) | Buchenurwälder und Alte Buchenwälder der Karpaten und anderer Regionen Europas (Erweiterung) | 2019–2021 | N   | 6393 | Erweiterung der Welterbestätte Buchenurwälder und Alte Buchenwälder der Karpaten und anderer Regionen Europas: Kyjovský prales wurde von der IUCN abgelehnt.                                      |